# Umberto Pagliacci
Umberto Pagliacci (Perugia, 7 gennaio 1930 – Perugia, 29 febbraio 2000) è stato un politico italiano.

## Biografia
Nato a Perugia il 7 gennaio 1930 da Argentino, titolare di un'osteria a Porta Pesa che fu ritrovo di antifascisti, conseguì la licenza elementare e si iscrisse al Partito Comunista Italiano in giovane età. Nel 1949 divenne segretario provinciale della Federazione giovanile e in seguito tesoriere della sezione perugina.
Venne eletto per la prima volta al consiglio comunale della città nel 1964 e dal 1970 fece parte della giunta in qualità di assessore al bilancio e vicesindaco. Nel 1975 fu eletto nel consiglio della Provincia di Perugia e nel maggio 1979, in seguito alle dimissioni del presidente Vinci Grossi, eletto al Senato, divenne presidente della provincia. Riconfermato nel 1980 e nel 1985, cessò le funzioni di presidente il 18 luglio 1990. Tra le principali iniziative alla guida dell'ente provinciale, si ricordano: la ristrutturazione del complesso sciistico di Forca Canapine; la riqualificazione della Rocchetta; il centro termale del Centino. Nel 1983 dette inizio al programma "Lago pulito" per la valorizzazione del lago Trasimeno, culminato con la legge regionale 23 del 19 luglio 1988 (Disciplina della navigazione sul Lago Trasimeno). Particolare attenzione venne data alla costruzione di nuovi edifici scolastici dal 1986 al 1990.
Dopo l'esperienza amministrativa, ricoprì la carica di vicepresidente dell'Istituto per l'edilizia residenziale pubblica (IERP) e dell'Istituto zooprofilattico. Morì a Perugia il 29 febbraio 2000.